# Hans Ramshorn

Hans Ramshorn

Hans Erich Alexander Ramshorn (* 17. März 1892 in Mittelwalde, Landkreis Habelschwerdt, Provinz Schlesien; † 1. Juli 1934 bei Breslau) war ein deutscher Offizier und Politiker (NSDAP). Er war einer der Getöteten des sogenannten Röhm-Putsches.

## Leben und Wirken

### Jugend, Militärlaufbahn und Erster Weltkrieg
Ramshorn war ein Sohn des Majors und Zollbeamten Alexander Ramshorn. Nach dem Besuch der Vorschule trat Ramshorn 1902 als Zehnjähriger in das Königlich Preußische Kadettenkorps ein, wo er auf die Offizierskarriere vorbereitet werden sollte: Er wurde zunächst in die Kadettenvoranstalt Wahlstatt bei Liegnitz gegeben. Nach der Absolvierung des Vorkorps wechselte er in die Hauptkadettenanstalt in Berlin-Lichterfelde. Aufgrund überdurchschnittlicher Leistungen qualifizierte er sich schließlich für die Selekta.
Am 1. März 1910 wurde Ramshorn zum Leutnant im Infanterie-Regiment „von Borcke“ (4. Pommersches) Nr. 21 ernannt. Die folgenden viereinhalb Jahre verbrachte er am Standort dieses Regiments in Thorn. Seinem Biographen Schmidt zufolge entwickelte sich möglicherweise aus der „eintönigen Friedensroutine“ in Thorn die Grundlage für die lebenslange Abhängigkeit Ramshorns vom Alkohol und vom Glücksspiel.
Ab August 1914 nahm Ramshorn am Ersten Weltkrieg teil. Bereits am 20. August 1914, während der Schlacht bei Gumbinnen erhielt Ramshorn in der ostpreußischen Heide eine Kugel in die Schulter, und sein Regiment erlitt hohe Verluste. Nach seiner Genesung erhielt er im Oktober 1914 das Kommando über eine Kompanie. 1915 wurde Ramshorn dann in den Rang eines Oberleutnant befördert.
Am 5. September 1916 wurde die von Ramshorn geführte Kompanie bei Kämpfen im Osten abgeschnitten und zerschlagen. Zusammen mit den übrigen Überlebenden geriet er in russische Kriegsgefangenschaft und verbrachte die folgenden knapp eineinhalb Jahre in Gefangenenlagern in Sibirien. Während der Oktoberrevolution im Winter 1917/1918 gelang es Ramshorn schließlich aus der Gefangenschaft zu fliehen. Am 24. Mai 1918 traf er in Riga ein, wo er sich bei den deutschen Militärbehörden zurückmeldete. Nach einer mehrwöchigen Quarantäne übernahm Ramshorn am 20. August 1918 wieder die Führung einer Kompanie im Infanterieregiment Nr. 21, das inzwischen an der Westfront in Frankreich eingesetzt wurde. Am Morgen des 30. August 1918 geriet Ramshorns Kompanie in heftigen Artilleriebeschuss und wurde von einem Granatsplitter am Oberarm getroffen und verletzt. Das Kriegsende im November 1918 erlebte er in einem Lazarett in Kolberg. Während des Krieges wurde er mit diversen Kriegsorden dekoriert (Eisernes Kreuz 1. und 2. Klasse, Militär-Verdienstorden (Bulgarien) mit Krone und Schwertern, Baltenkreuz).

### Freikorpszeit (1919/1920)
Bei Kriegsende bezog Ramshorns Regiment zunächst Quartier in Hessen. Im Dezember 1918 wurden diverse Freiwilligenformationen gebildet, um die deutsche Ostgrenze zu sichern. Auch das Infanterieregiment 21 bildete ein Detachement, das sich dem Grenzschutz Ost anschloss. Ramshorn traf mit dieser Einheit kurz vor Weihnachten 1918 in Thorn ein. Zur Jahreswende 1918 wurde Ramshorn als Führer einer Maschinengewehrkompanie im Grenzschutz zum Freikorpssoldaten und verblieb im Grenzschutz Ost in Thorn bis zum August 1919 an.
Nach der Unterzeichnung des Versailler Vertrages richteten sich die Hoffnungen der rechtsgerichteten militärischen Freiwilligenverbände auf das Baltikum: In diesem Gebiet verbliebene deutsche Formationen widersetzten sich im August 1919 dem Räumungsbefehl und verbündeten sich stattdessen mit der zaristischen West-Armee im Bestreben gemeinsam den vagen Plan zu verwirklichen, einen unabhängigen Baltenstaat als Bollwerk eines unbesiegten Deutschtums zu errichten. Im Spätsommer 1919 entschlossen sich Teile der westpreußischen Grenzschutztruppen dieses Projekt zu unterstützen: nachdem Freiwillige sich im September und Oktober im westpreußischen Culmsee gesammelt und dem dort liegenden Freikorps Roßbach angeschlossen hatten, begann dieses Freikorps Ende Oktober 1919 den Marsch ins Baltikum. Teile des Freiwilligen Infanterie-Regiments „von Borcke“ Nr. 21, 120 Mann und sechs Offiziere, unter ihnen Ramshorn, folgten dem Regiment.
Mit dem Freikorps Roßbach marschierten Ramshorn und die übrigen Angehörigen des Infanterieregiments Nr. 21 bis in den Stadtteil Torņakalns (deutsch: Thorensberg) von Riga. Sie besorgten den Entsatz der dort eingeschlossenen deutschen Verbände und flohen mit ihnen, da sich die überlegene Stärke der lettischen Truppen zeigte, wieder nach Süden zur deutschen Ostgrenze, das sie Ende Dezember erreichten. Der Rückmarsch der Freikorps nach Süden war von zahlreichen Gewaltexzessen (Massenmorde, Vergewaltigungen, Brandschatzung, Plünderung) geprägt. Im Zuge dieser Vernichtungsorgie verschmolz die Identität Ramshorn als Front- und Freikorpsoffizier, so Schmidt, mit der des „Baltikumers“. Für die Rückkehrer aus dem Baltikum sei exzessives Soldatentum ebenso wesensbestimmend gewesen, wie die Überzeugung, im Existenzkampf gegen den Bolschewismus von der eigenen Regierung verraten und um Sieg und Siedlung im Osten betrogen worden zu sein. Zudem reifte damals die Überzeugung in ihm, dass militärisches Handeln in Bürgerkrieg kompromisslose Härte erfordere.
Nach der Rückkehr aus dem Baltikum wechselte Ramshorn, um der drohenden Demobilisierung zu entgehen, von dem in Auflösung befindlichen Infanterieregiment 21 Anfang 1920 in die 3. Marinebrigade des Korvettenkapitäns Wilfried von Loewenfeld und wurde dort Kompanie-Führer. Seine Hoffnungen in die sich formierende Reichswehr übernommen zu werden zerschlugen sich jedoch, da sich rasch zeigte, dass in dem neuen, sehr kleinen, Kaderheer, kein Platz für Freikorpsmänner war. Im Frühling 1920 drohte daher erneut die Demobilisierung.
Wie Ramshorn sahen viele Angehörige von Armeeformationen, deren Auflösung bevorstand, die sich anbahnende Heeresverkleinerung als einen Akt des Verrates der Regierung an, gegen den sie aufbegehrten. Hieraus entwickelte sich der Kapp-Putsch vom März 1920: Um der drohenden Demobilisierung zu entgehen, versuchten einige Heeresformationen, die amtierende Regierung zu stürzen und die Macht im Deutschen Reich zu übernehmen. Hieran beteiligte sich auch das Freikorps von Loewenfeld. Am 13. März 1920 rückten sie in Breslau ein, setzten den dortigen Oberpräsidenten ab, verhafteten viele Verdächtige und misshandelten und ermordeten eine Reihe von ihnen. Zudem feuerten sie wahllos in Menschenmengen und töteten dabei mehrere Zivilisten. Nach dem Zusammenbruch des Kapp-Putsches infolge eines auf Geheiß der verjagten Regierung ausgerufenen Generalstreiks zog das Freikorps Loewenfeld aus Breslau ab. Obwohl die Freikorps gerade gegen die Regierung geputscht hatten, ging diese im April 1920 ein Bündnis mit den Freikorps ein, um den Ruhraufstand der Arbeiterschaft zu bekämpfen, die sich nach dem Ende des Kapp-Putsches anschickte, eine rheinische Sowjetrepublik zu errichten. Die Freikorps wurden somit von derselben Regierung, die die Arbeiter vor ihnen gerettet hatte, rekrutiert, um den Arbeiteraufstand zu unterdrücken. Das Freikorps Loewenfeld wurde zusammen mit dem Freikorps Roßbach und weiteren Freikorps ins Ruhrgebiet verlegt, um den Ruhr-Aufstand niederzuschlagen. Ramshorns Kompanie wurde Anfang April 1920 bei heftigen Gefechten um Bottrop und Gladbeck eingesetzt. Durch den Einsatz schwerer Waffen und durch willkürliche Erschießungen kamen bei diesen Kämpfen auch zahlreiche unbeteiligte Zivilisten ums Leben. Gladbeck wurde nach der Einnahme der Stadt systematisch nach Angehörigen der Roten Ruhrarmee durchkämmt, die nach ihrer Verhaftung zumeist umgehend erschossen wurden.
Nach einem Unfall in Essen am 17. April 1920, bei dem ein Freikorpssoldat durch die Kollision eines Heuwagens der Marinebrigade mit einer Straßenbahn verletzt worden war, sollte Ramshorn den Straßenbahnfahrer, der verdächtigt wurde mit der roten Revolution zu sympathisieren, verhaften lassen. Ramshorn ließ dem die Verhaftung durchführenden Untergebenen einen Zettel mit einem Kreuzchen übergeben. Auf die Rückfrage, was das Zeichen bedeute, wurde erklärt, dass der Mann nicht lebend bei der Brigade ankommen dürfe. Der angebliche Bolschewist wurde daraufhin in der gleichen Nacht in Essen verhaftet und auf dem Rückweg nach Gladbeck bei einem fingierten Fluchtversuch erschossen. In den folgenden Wochen, bis zum Abzug der Marinebrigade am 7. Mai 1920, kam es zu zahlreichen weiteren Exekutionen dieser Art.
Nach dem Ende des Ruhreinsatzes zog das Freikorps Loewenfeld sich ins Sennelager zurück.

### Karriere in der Schutzpolizei (1920 bis 1923)
Im Sommer 1920 drohte Ramshorn erneut die Demobilisierung, er konnte jedoch die geschlossene Übernahme seiner bisherigen Kompanie in den Polizeidienst erreichen. Zum 1. August 1920 wurde er als Beamter in die Sicherheitspolizei aufgenommen, wobei er vom Freikorps-Oberleutnant zum Polizeihauptmann avancierte. An seiner Einstellung ließ Ramshorn dabei keinen Zweifel aufkommen: In einem Aufsatz, den er zu dieser Zeit verfasste, erklärte er, dass er den „Endzweck […] der Polizeitrupps“ darin sehe, den Kampf zu führen, der die Deutschen „wieder zu einem freien Volk“ machen werde. Durch diesen Kampf solle das Volk das Joch des Vertrages von Versailles und die Folgen der Revolution überwinden. Die Polizeihundertschaft unter seiner Führung in Düsseldorf war personell weitgehend mit seiner zuvor geführten Freikorps-Kompanie identisch und hatte dementsprechend den Charakter einer zusammengeschweißten männerbündischen Gemeinschaft, die den Mitgliedern Gelegenheit gab, so Ramshorn-Biograph Schmidt, „ein gefährliches und wildes Leben in Uniform, mit Waffen und Gewalt“, wie sie es in den Kriegs- und Revolutionsjahren lieben gelernt hatten, weiterzuführen.
Im Oktober 1920 wurde Ramshorns Hundertschaft zur besonderen Verwendung (z.b.V.) der Polizeigruppe Düsseldorf zugeteilt. Anlässlich der Besetzung Düsseldorfs durch französische Truppen am 8. März 1921 (um alliierten Forderungen nach Reparationen und beschleunigter Abrüstung Nachdruck zu verleihen) wurden die Formationen der Schutzpolizei ausgewiesen. Ramshorn war zutiefst gedemütigt, den Feinden aus dem Weltkrieg kampflos weichen zu müssen und berichtete später, dass ihn eine tiefe Erregung ergriffen hätte, als er dem Einmarsch der Franzosen in Düsseldorf tatenlos zusehen musste.
Anstatt gegen die Franzosen kam Ramshorn in den folgenden Wochen zum Einsatz gegen Anhänger des Kommunismus im heutigen Thüringen bzw. Sachsen-Anhalt: Am 21. März 1921 rief die KPD im mitteldeutschen Industriegebiet zum Generalstreik auf und kündigte an zum bewaffneten Kampf überzugehen, nachdem die Lage dort seit dem Kapp-Putsch vom 13. März 1920 eskaliert war. Bewaffnete Arbeiter besetzten das Leunawerk südlich von Merseburg. Außerdem kam es zu Zusammenstößen zwischen den improvisierten kommunistischen Kampfgruppen und der Polizei. Die preußische Regierung verhängte daraufhin den Ausnahmezustand über die Provinz Sachsen und beorderte mehrere tausend Polizisten in das Gebiet. Ramshorn und seine Hundertschaft erreichten die Provinz am 25. März 1921. Als Teil der „Gruppe Eisleben“ unter Polizeioberst Bernhard Graf Poninski kam Ramshorns Hundertschaft im Mansfelder Land und in Eisleben zum Einsatz und suchte die Kontrolle über Leuna zurückzuerlangen. In den folgenden Kämpfen wurden die von Weltkriegsoffizieren geführten Polizeitrupps durch Artilleriebatterien der Reichswehr unterstützt. Bei der Einnahme von Bischofrode am 27. März 1921 wurden auf Befehl eines Polizeihauptmanns, bei dem es sich Schmidt zufolge um Ramshorn gehandelt haben muss, mehrere Zivilisten von einem Polizeikommando erschossen. Vor einem Untersuchungsausschuss des Preußischen Landtags versicherte Ramshorn später, dass diese Toten bei Kampfhandlungen getötete Aufständische gewesen seien, obwohl Ramshorn kurz zuvor nachweislich zwei der Erschossenen als Plünderer verhaftet hatte. Von diesen behauptete er, dass diese bei einem Fluchtversuch erschossen worden seien. Nach der Einnahme von Querfurt am 28. März 1921 befahl Ramshorn erneut einen ihm vorgeführten angeblichen Plünderer zu erschießen („Schießen Sie den Mann tot.“), was ausgeführt wurde. Wenige Stunden später stellte Ramshorns Hundertschaft eine etwa 70 Mann starke Bande außerhalb von Querfurt, wobei kein einziger der Aufständischen die Auseinandersetzung überlebte.
Ramshorns Hundertschaft z.b.V. wurde von den verantwortlichen Vorgesetzten ausgewählt, am 29. März 1921 den Sturmangriff auf die letzte Bastion der Kommunisten, die Leunawerke, anzuführen. Bei der Einnahme des Werksgeländes töteten Ramshorns Leute zahlreiche Besetzer und misshandelten die Überlebenden.
Anlässlich des Dritten Polnischen Aufstandes wurde die Düsseldorfer Polizeiabteilung am 5. Mai 1921 nach Oberschlesien verlegt.
Zu dieser Zeit wurden Vorwürfe gegen Ramshorn wegen schwerwiegender Verfehlungen im Dienst erhoben: So wurde in Beschwerden über ihn behauptet, dass er trunk- und spielsüchtig sowie hochverschuldet und obendrein homosexuell sei. Ferner wurde ihm republikfeindliche und antisemitische Gesinnung zur Last gelegt. Die meisten dieser Vorwürfe dürften zutreffend gewesen sein. Sein Biograph Schmidt urteilt, dass spätestens seit der Freikorpszeit „ein massiver Antisemitismus wesentlicher Bestandteil“ von Ramshorns Weltbild gewesen sei, den er auch an seine Männer weitergegeben habe. Der Entlassung aus dem Polizeidienst entging er dank der Protektion des Polizeioberst Graf Poninski, einem wichtigen Befürworter einer militarisierten Polizei. Aus Rücksicht „auf die früheren Verdienste“ wurde Ramshorn mit einem schweren Verweis bestraft und zur Schutzpolizei nach Osnabrück versetzt. Seine Hundertschaft wurde kurzerhand aufgelöst, um die Strukturen von Ramshorns alter Freikorpsorganisation zu zerschlagen. Allerdings wurden Anträge zahlreicher seiner bisherigen Untergebenen um Versetzung nach Osnabrück genehmigt, so dass sich die alte „Bande“ bald größtenteils wieder zusammen gefunden hatte.
Sein neuer Vorgesetzter in Osnabrück lobte in einer Personalbeurteilung vom August 1922 zwar Ramshorns vielseitige Dienstkenntnisse und Allgemeinbildung sowie sein Verständnis für seine Untergebenen und seine „anständige Gesinnung“, monierte zugleich aber auch eine „erhebliche Verwilderung der Sitten“, die bei Ramshorn infolge seines Landsknechtslebens in den Jahren bis 1921 festzustellen sei. So habe Ramshorn sich während des ersten Jahres seines Dienstes in Osnabrück gerne „dem Trunk, Spiel und Weibern“ hingegeben, sich in der Öffentlichkeit nicht immer genügend zurückgehalten und im Verkehr mit Vorgesetzten nicht immer den richtigen Ton gefunden. Die Hoffnung, dass die Versetzung in die Provinz positive erzieherische Einflüsse auf Ramshorn haben würde, erfüllte sich jedoch nicht.
Die unzuverlässige und regierungsfeindliche Haltung von Ramshorns Osnabrücker Hundertschaft, Hinweise auf eine heimliche Zusammenarbeit des Polizeihauptmanns mit republikfeindlichen Kreisen und Feindseligkeit gegenüber der Arbeiterbewegung sowie Ermittlungen gegen ihn wegen Falschspiels führten schließlich dazu, dass Ramshorn am 31. März 1923 aus dem Polizeidienst entlassen wurde. Sein Biograph Schmidt gelangte rückschauend zu dem Urteil, dass Ramshorns Polizeikarriere an mehreren Faktoren gescheitert sei: Unvereinbarkeit von militärischer Orientierung und polizeilicher Praxis, seine Illoyalität gegenüber seinem Dienstherren (der Republik) sowie die Unvereinbarkeit seines habituellen Lebensstils an der Front und im Freikorps mit dem seiner Standesgenossen in der Polizei, die sich stärker am Selbstverständnis des Vorkriegspolizeioffiziers orientierten.

### Betätigung in der Schwarzen Reichswehr (1923)
Im April 1923 schloss Ramshorn sich der Schwarzen Reichswehr, einer verdeckten militärischen Parallelformation zur offiziellen Reichswehr, an, die die regulären Truppen im Falle innerer Bedrohungen unterstützten sollte. Schmidt zufolge reüssierte Ramshorn in der Schwarzen Reichswehr aufgrund der alten Netzwerke aus der Freikorpszeit rasch: Im Sommer 1923 erstellte er auf einem Gut in Ihlow im Kreis Oberbarnim eine eigene Kompanie aus ehemaligen Untergebenen. Danach führte er illegale Formationen im Fort Hahneberg sowie im Lager Elsgrund auf dem Truppenübungsplatz Döberitz. Gleichzeitig fungierte er als Anwerber für die Schwarze Reichswehr und plante, einen von der Schwarzen Reichswehr ins Auge gefassten Putsch gegen die Weimarer Republik zu ermöglichen: Zu diesem Zweck reiste er im Sommer 1923 an seine alte Wirkungsstätte in Osnabrück, wo er ehemalige Untergebene für die Schwarze Reichswehr anzuwerben suchte und um einen durch die Schwarze Reichswehr beabsichtigten Putsch durch die im Polizeidienst verbleibenden Polizeioffiziere zu unterstützen. Seine Mission verlief erfolgreich: Einige von Ramshorns Getreuen besuchten ihn in Döberitz, wo er einen Stützpunkt eingerichtet hatte, auf dem er ehemalige Polizisten und Freikorpsleute sammelte, die im Falle eines Linksputsches den Weimarer Staat stürzen sollten. Zu diesem Zeitpunkt kündigte er seinen Besuchern an, dass das Reich bald eine neue Regierung haben werde. Fünf Angehörige der 1. Polizeibereitschaft in Osnabrück, die sich daraufhin Ramshorns Verband anschließen wollten, wurden am 26. September 1923, kurz bevor sie den Zug nach Berlin besteigen konnten, festgesetzt.
Das auffällige Anwachsen der Personalstärke der illegalen Arbeitskommandos der Schwarzen Reichswehr löste bei der Reichsregierung die Befürchtung aus, die Kontrolle über dieses Werkzeug zu verlieren, so dass sie Ende September 1923 die Auflösung der Schwarzen Reichswehr befahl. Deren Führung stürzte sich daraufhin in einer Kurzschlusshandlung in eine militärische Aktion: Am 1. Oktober 1923 meuterten illegale Formationen der Schwarzen Reichswehr in Küstrin, Spandau und dem Fort Hahneberg. Der Küstriner Putsch wurde rasch niedergeschlagen. Die nachfolgende Untersuchung ergab, dass sich in Osnabrück drei Polizeioffiziere unter dem Einfluss Ramshorns dem Umsturz angeschlossen hatten. Die Betreffenden wurden mit empfindlichen Disziplinarstrafen bedacht, aber trotz ihrer Republikfeindlichkeit nicht aus dem Staatsdienst entlassen.

### Im Mecklenburgisch-Strelitzschen Polizeidienst und in der Deutschvölkischen Freiheitsbewegung (1924 bis 1930)
Im März 1924 wurde Ramshorn wegen der von ihm 1921 angeordneten Erschießung eines Arbeiters in Querfurt vor dem Landgericht Naumburg angeklagt. Verteidigt wurde er von dem damaligen Staranwalt der politischen Rechten Alfons Sack. Dank der stramm nationalen Haltung des Staatsanwalts und der Richter, die unverhohlen mit ihm sympathisierten, sowie flankiert von der deutschnationalen Presse, die sein Vorgehen gegen rote „Verräter“ lobte, erhielt er schließlich einen Freispruch.
Nach seiner Entlassung aus der Untersuchungshaft kehrte Ramshorn nach Mecklenburg zurück, wo er sich bis auf Weiteres auf den Gütern befreundeter Großgrundbesitzer verborgen hielt. Aus Mecklenburg, dem wichtigsten Rückzugsgebiet der völkisch-paramilitärischen Aktivisten, wurde unter dem institutionellen Dach der Deutschvölkischen Freiheitspartei die frühere Schwarze Reichswehr fortgeführt.
Ramshorn schlug derweil vorerst einen anderen Weg ein: Am 1. Juli 1924 trat er in den Dienst der Mecklenburg-Strelitzschen Staatspolizei, in der er den Rang eines Polizeihauptmannes erhielt. Bereits nach kurzer Zeit zeigte sich auch in Mecklenburg Ramshorns ausschweifender Lebensstil, der mit den Erfordernissen des Polizeidienstes nur schwer vereinbar war, in Form von Alkoholexzessen mit Untergebenen, zu denen er auch sexuelle Kontakte suchte. Als er an einem Zechgelage sehr offensiv die Nähe eines Kellners suchte, fielen die homosexuellen Neigungen von Ramshorn auch im Offizierskorps auf. Am 19. Januar 1925 wurde Ramshorn vor den zuständigen Minister zitiert, der ihn aufforderte, unverzüglich ein Entlassungsgesuch einzureichen, da er wegen seiner charakterlichen Mängel nicht mehr zu dulden sei. Ramshorn quittierte darauf den Polizeidienst. Dennoch erhielt er am 5. Mai 1925 wegen „widernatürlicher Unzucht“ einen Strafbefehl. Sein Einspruch gegen diesen hatte zwei Berufungsverhandlungen zur Folge, bei denen er alle ihm zur Last gelegten Vorwürfe nachdrücklich abstritt.
Nach seinem Ausscheiden aus dem Mecklenburg-Strelitzschen Polizeidienst verlagerte Ramshorn den Schwerpunkt seines Engagements in der Subkultur der extremen völkischen Rechten im weiteren Verlauf des Jahres 1925: Er schloss sich der Deutschvölkischen Freiheitsbewegung an, womit er erstmals Mitglied einer explizit politischen Gruppierung wurde. In der DVFP sammelten sich hinter einer legalen Fassade hauptsächlich militante Extremisten aus den Freikorps, die während der nun eintretenden Phase, in der ein gewaltsamer Umsturz des Weimarer Staates als aussichtsloses Unterfangen erschien, neue Strukturen schaffen wollten, bis sich erneut eine günstige politische Konstellation für ein Vorgehen gegen die Republik eingestellt habe. Zu diesem Zweck schuf die DVFP auf landwirtschaftlichen Gütern Rückzugsräume, in denen sich heimlich als Turnerschaften getarnte paramilitärische Gruppen aus antirepublikanischen Aktivisten sammelten. Ramshorn erhielt im Zuge dieser heimlichen Tätigkeit die Stellung des Verwalters auf dem mecklenburgischen Gut Zibühl übertragen, obschon er über keine dementsprechende Vorbildung verfügte. Tatsächlich betätigte er sich hinter dieser bürgerlichen Fassade erneut als paramilitärischer Organisator.
Der wahre Charakter der deutschvölkischen Turnerschaften in Mecklenburg blieb nicht unbemerkt: Am 23. Juli 1926 stellte die KPD-Fraktion im Mecklenburg-Strelitzschen Landtag eine kleine Anfrage an das Staatsministerium, wie lange Ramshorn im Polizeidienst des Landes beschäftigt gewesen sei, und ob der Regierung sein Vorleben und sein derzeitiger Verbleib bekannt seien. Auf diese Weise wurde Ramshorns andauernde gegen den Staat gerichtete Tätigkeit in den Fokus der Öffentlichkeit gerückt. Die Regierung bestritt jegliche Kenntnis von Ramshorns fragwürdigen Aktivitäten Etwa zeitgleich hierzu eröffnete die Ortsgruppe Waren (Müritz) des Nationalverbandes Deutscher Offiziere ein Ehrengerichtsverfahren gegen Ramshorn im Zusammenhang mit seiner Homosexualität.
Da mit der Anfrage der KPD im Landtag in Sachen Ramshorn dieser enttarnt war und obendrein das Gut Zibühl in wirtschaftliche Schwierigkeiten geriet, verließ Ramshorn das Land Mecklenburg. Er ließ sich 1927 in Breslau, dem Wohnort seiner Eltern, nieder, wo er fortan als Versicherungsagent arbeitete. Über Ramshorns Leben während der Jahre 1927 bis 1930 ist aufgrund fehlender Informationen so gut wie nichts bekannt. Die vorliegenden Eckdaten sprechen für ein berufliches Scheitern im Zeichen der Wirtschaftskrise.

### In der NS-Bewegung (ab 1931)
Zum 1. Januar 1931 trat Ramshorn in die NSDAP und in ihren Straßenkampfverband, die Sturmabteilung (SA), ein. Nach dem überraschenden Wahlerfolg der Partei bei den Reichstagswahlen vom 14. September 1930 erlebte die NSDAP zu dieser Zeit einen Massenandrang neuer Mitglieder und benötigte insbesondere für den weiteren Ausbau ihres Kampfverbandes, der SA, erfahren Spezialisten aus dem völkisch-paramilitärischen Milieu. Ramshorns einschlägige Erfahrungen machten ihn zu einem geradezu maßgeschneiderten Kandidaten für die Übernahme eines Kommandos und als Organisator in der jetzt rasch expandierenden SA. Nachdem die NSDAP sich 1929/1930 als dominante rechtsradikale Kraft durchgesetzt hatte und infolgedessen die Anhänger völkischer Splitterparteien zu absorbieren suchte, war seine fehlende Vergangenheit in der Partei kein Hindernis mehr, um führende Funktionen zu erlangen.
Im Sommer 1931 übertrug der kurz zuvor zum Kommandeur der SA in Schlesien ernannte Edmund Heines Ramshorn die Führung der SA-Standarte 11 in Breslau.
In der SA pflegte Ramshorn seit seinem Eintritt das Image des „Haudegens“ um sich Respekt zu verschaffen und inszenierte sich als hochdekorierter, schwer verwundeter Weltkriegs- und Freikorpsveteran. Zu seinem Erkennungszeichen wurde vor allem sein „unvermeidlicher Fridericus-Krückstock“, der im Soldatenkult der SA seine schweren Verwundungen nochmals öffentlich unterstreichen sollte.
In der SA konnte Ramshorn wieder ein seinen idealen entsprechendes Leben führen, in Nachahmung der mythisch überhöhten Frontgemeinschaft der Kriegsjahre, da der politische Kampf mit Kameradschaft und exzessiver Gewalt verbunden war. Nach Jahren prekärer Existenz bot die SA ihm wieder einen festen Standpunkt und einen Lebensinhalt, der seinen Neigungen entsprach. Zudem konnte er innerhalb der SA seine Homosexualität weitgehend unbeanstandet ausleben.
Anlässlich einer SA-Führertagung in Klein Oels im Juni 1932 auf dem Schloss des Grafen Yorck von Wartenburg wurde Ramshorn vom SA-Stabschef Ernst Röhm zum SA-Oberführer befördert und mit der Führung der SA-Untergruppe Oberschlesien mit Dienstsitz in Oppeln betraut. Diesen Posten trat er zum 1. Juli 1932 an.
Anlässlich der Reichstagswahl November 1932 wurde Ramshorn als Kandidat der NSDAP im Wahlkreis 9 (Oppeln) in den Reichstag gewählt. Diesem gehörte er anschließend rund 19 Monate lang (vom November 1933 bis Juli 1934) als Abgeordneter an.

### Zeit des Nationalsozialismus (1933 bis 1934)
Nach der Machtergreifung der Nationalsozialisten im Januar 1933 wurde Ramshorn mit dem Posten des Polizeichefs in der oberschlesischen Stadt Gleiwitz betraut. In der SA rangierte er nun als Brigadeführer.
Im Zuge der gewaltsamen Entmachtung der SA im Rahmen der „Röhm-Affäre“ geriet auch Ramshorn ins Visier der verantwortlichen SS-Stellen: Spätestens im Juni 1934 wurde er auf eine in der Kommandozentrale der SS, die mit der Ausschaltung der SA beauftragt war, in Berlin erstellte Liste ranghoher SA-Führer in Schlesien, die im Verlaufe der Säuberungsaktion ausgeschaltet werden sollten gesetzt. Nachdem die schlesische SS am Vormittag des 30. Juni 1934 aufgrund eines entsprechenden, ihr aus Berlin zugegangenen Befehls die vollziehende Gewalt in der Provinzhauptstadt Breslau übernommen hatte, wurden alle in Schlesien anwesenden höheren SA-Führer unter Vorwänden nach Breslau gerufen und dort verhaftet. Ramshorn meldete sich selbst am Vormittag telefonisch beim Breslauer Polizeipräsidium und fragte den Mann am Apparat, den er für einen Angehörigen des Stabes des schlesischen SA-Chefs Heines hielt, der aber tatsächlich ein sich verstellender SS-Angehöriger war, ob er nach Breslau kommen solle. Dies wurde bejaht und Ramshorn auf der Fahrt nach Breslau in Oppeln von einem SS-Kommando abgefangen, das ihn verhaftete und ins Breslauer Polizeipräsidium eskortierte. Am Nachmittag wurde er in das Quartier des SS-Abschnitts in der Sternstraße überführt. In der Nacht zum 1. Juli wurde Ramshorn zusammen mit sechs anderen SA-Angehörigen (u. a. Otto Stucken, Eberhard von Wechmar und Karl Belding) von einem Kommando aus Angehörigen der 16. SS-Standarte unter Führung des SS-Sturmführers Fritz Mohr mit Automobilen in ein Waldstück nördlich von Breslau transportiert. Dort wurden die sieben Männer gegen 3.00 Uhr morgens von den SS-Angehörigen erschossen und anschließend an Ort und Stelle verscharrt. Im Laufe des Monats Juli wurden die sieben Leichen exhumiert und im Krematorium Breslau-Gräbschen eingeäschert.
Ramshorns Reichstagsmandat wurde nach seiner Ermordung im Nachrückverfahren an den Arbeitsdienstfunktionär Karl Krichbaum übertragen.
Die Erschießung von Ramshorn und zwanzig weiteren vom 30. Juni bis 2. Juli 1934 in Schlesien ermordeten Personen bildete den Gegenstand eines Strafverfahrens gegen den Führer der schlesischen SS im Jahr 1934, Udo von Woyrsch, und den Leiter des Sicherheitsdienstes der SS in Schlesien, Ernst Müller-Altenau, die die Maßnahmen der SS in Schlesien an diesen Tagen beaufsichtigt und befehligt hatten, das im Jahr 1957 vor dem Landgericht Osnabrück stattfand. Im Urteil vom 2. August 1957 wurde Müller-Altenau aus Mangel an Beweisen freigesprochen während Woyrsch der Beihilfe zum Totschlag in sechs Fällen, darunter die Erschießung Ramshorns, für schuldig befunden wurde, da ihm die Weitergabe von aus Berlin gekommenen Mordbefehlen in diesen Fällen nachgewiesen werden konnte, wofür das Gericht ihm eine Strafe von zehn Jahren auferlegte.

## Archivarische Überlieferung
Ramshorns Personalakten als SA-Führer sind nicht überliefert. Wahrscheinlich wurden sie nach seiner Exekution auf Befehl der NS-Führung vernichtet.
Im Staatsarchiv Osnabrück haben sich hingegen diverse Personalakten aus seiner Zeit als Polizeioffizier zu Beginn der 1920er Jahre erhalten (Staatsarchiv Osnabrück: Rep. 430, Dez. 201 Akz. 11/57 I Nr. 35; ebd., Rep. 430, Dez. 201 Akz. 11/57 I Nr. 36; ebd., Rep. 430, Dez. 201 Akz. 11/57 II Nr. 219; ebd., Rep. 430, Dez. 201 Akz. 11/57 II Nr. 248). Im Geheimen Staatsarchiv in Berlin-Dahlem liegen zudem Unterlagen zu seiner Tätigkeit als Polizeipräsident in Gleiwitz in den Jahren 1933 und 1934 (GSTA: PK I. HA Rep. 77, PA Nr. 2097).